# Elly Lieber
Eleonora „Elly“ Lieber (* 7. Oktober 1932 in Aussee; † 1. August 2020 ebenda; auch Elli Lieber, verheiratete Linortner) war eine österreichische Rennrodlerin der späten 1950er Jahre.
Lieber kam bereits in ihrer frühen Jugend mit dem Rodelsport in Kontakt, bestritt jedoch zunächst in dieser Disziplin keine Wettbewerbe. Erst 1954, im Alter von 21 Jahren, begann sie mit dem Rennrodeln und wurde gleich in ihrem ersten Wettkampfjahr steirische Meisterin. Diesen Titel verteidigte die Österreicherin, die als Ausgleichssport auch turnte und Tennis spielte, im Jahr 1955 erfolgreich. Im darauffolgenden Winter steigerte sich Lieber ein weiteres Mal: Zunächst gewann sie Ende Januar 1956 die Europameisterschaften in Imst und schlug dabei ihre zuvor viermal in Folge siegreiche Landsfrau Maria Isser, im Februar triumphierte sie erst bei den Österreichischen und dann bei den – für alle Rodler offenstehenden – Polnischen Staatsmeisterschaften. Aufgrund dieser Siege wurde Lieber als „beste steirische Sportlerin des Jahres 1956“ ausgezeichnet.
In den beiden folgenden Jahren gehörte Lieber zwar weiterhin zur nationalen Spitze und gewann bei den Österreichischen Meisterschaften 1958 die Silbermedaille; auf internationaler Ebene blieb sie jedoch medaillenlos. Das änderte sich zu Beginn des Jahres 1959, als die Ausseerin in Villard-de-Lans Weltmeisterin wurde. Kurz danach beendete Elly Lieber nach lediglich sechs Jahren im Leistungssport ihre Rodelkarriere und heiratete ihren Verlobten, dessen Namen sie annahm und seitdem Elly Linortner hieß.